# Peniagone japonica
Peniagone japonica is een zeekomkommer uit de familie Elpidiidae.
De wetenschappelijke naam van de soort werd in 1915 gepubliceerd door H. Ohshima.